# Scleria anomala
Scleria anomala är en halvgräsart som först beskrevs av Ernst Gottlieb von Steudel, och fick sitt nu gällande namn av Jean Raynal. Scleria anomala ingår i släktet Scleria och familjen halvgräs.
Artens utbredningsområde är Mauritius. Inga underarter finns listade i Catalogue of Life.